# Pico da Bandeira
Pico da Bandeira je hora v Brazílii, na hranici spolkových států Espírito Santo a Minas Gerais. S výškou 2892 metrů nad mořem byla považována za nejvyšší horu Brazílie až do roku 1965, kdy měření v obtížně přístupné oblasti na hranici s Venezuelou prokázala, že tamní hory Pico da Neblina (2994 m n. m.) a Pico 31 de Março (2974 m n. m.) jsou ještě vyšší. Název hory, který v portugalštině znamená doslova Vlajkový štít, je odvozen od toho, že roku 1859 císař Petr II. Brazilský vyslal expedici, která na vrcholu hory vztyčila brazilskou vlajku.
Okolí hory je vyhlášeno národním parkem Caparaó. Je to nejchladnější část Brazílie, zimní teploty klesají až na —10 °C. Výchozím bodem pro zdolání hory je městečko Alto Caparaó, výstup nevyžaduje zvláštní lezecké schopnosti.
Pico da Bandeira je ultraprominentní vrchol, patří také k nejizolovanějším horám světa: vyšší vrchol se nachází ve vzdálenosti 2344 kilometrů.